# Cálice de São Geraldo

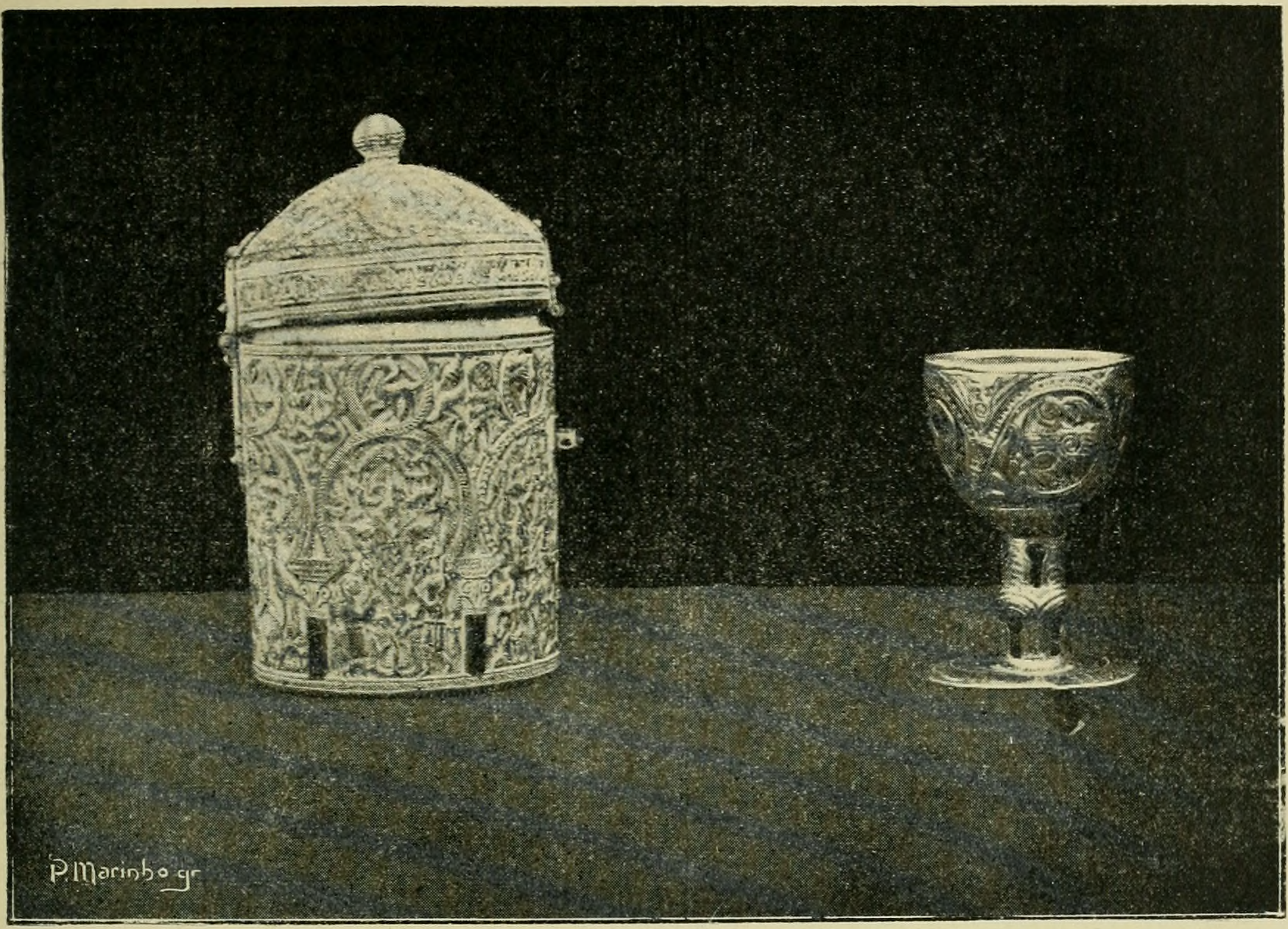
O cálice com um cofre de marfim

Peça única de ourivesaria anterior ao Românico,  o denominado Cálice de São Geraldo em prata dourada, contrariamente ao nome, nem é um cálice nem foi uma encomenda do bispo São Geraldo. Na verdade o cálice, é um copo de mesa, encomendado um século antes, por volta do ano mil, por Mendo Gonçalves e Dona Toda, condes do condado portucalense. Na base do copo temos a inscrição: "In N (omi)ne D(omi)ni Menendus Gundisalvi Et Tuda D(o)mna Sum."
D. Mendo Gonçalves neto de Mumadona Dias foi tetravô de D. Afonso Henriques, pela linhagem da mãe Dona Teresa de Leão.
O copo é decorada com uma gavinha circundante, Leões e águias estão representados nas quatro áreas redondas. O fuste, perfurado por arcos em ferradura apresenta claramente uma influência moçárabe.
Ele é acompanhado dum cofre de marfim também moçárabe, da mesma época, talvez oriundo de Córdova, com uma inscrição em árabe em parte apagada: " Em nome de Deus. A bênção de Deus, felicidade  e fortuna seja com o hágibe Seifadaula, glorifica-o Deus! por ter mandado fazer esta obra ao  seu servidor... amarita" 
O conjunto exposto no Museu da Sé de Braga, é um símbolo de uma convivência nem sempre belicosa entre cristãos e árabes na Península Ibérica dos séculos X-XI.

### Descrição
Cálice de São Geraldo. 
Prata dourada, cinzelada e estampada, 11 x 7 (diâmetro da copa) x 7 cm. (diam. da base).
Datável de 1004 a 1008.
Inscrição: In N (omi)ne D(omi)ni Menendus Gundisalvi Et Tuda D(o)mna Sum., falecido em 1008.
Oficina Moçárabe. 